# Wappen Pakistans

Staatswappen Pakistans

Das Staatswappen Pakistans wurde 1955 nach einem Vorschlag der Regierung angenommen. 
Das Wappen ist ein gevierter Schild, der durch Darstellungen der vier wichtigsten Feldfrüchte zur Zeit der Annahme des Wappens (Baumwolle, Jute, Tee, Weizen) in je einem Wappenfeld die Landwirtschaft symbolisiert. Das erste grüne Feld zeigt die Wappenfigur in einer silbernen aufgestellten Raute, im zweiten und dritten Feld in Silber grüne Wappenfiguren. Das letzte oder vierte Feld ist silber-grün geteilt und zeigt vier Pflanzen. 
Der im Mogulstil gehaltene grüne Blumenkranz aus Jasmin, der Nationalblume Pakistans, um den Wappenschild verweist auf die Geschichte des Landes. 
Das Schriftband unter dem Kranz enthält den von Pakistans Staatsgründer Muhammad Ali Jinnah geprägten nationalen Wahlspruch Urdu ايمان، اتحاد، نظم, Iman, Ittehad, Nazm („Glaube, Einheit, Disziplin“), in Urdu.
Über dem  Wappen in Grün, ein links gelegter Halbmond und ein Stern der die islamische Mehrheitsreligion in Pakistan repräsentiert. 

Wappen 1947–1955

Von der Unabhängigkeit 1947 bis zur Ausrufung der Republik 1955 diente eine Flaggendrapierung als Hoheitszeichen.